# Djamel Sedjati
Djamel Sedjati (arab. جمال سجاتي; ur. 3 maja 1999) – algierski lekkoatleta specjalizujący się w biegach średnich.
W 2021 został powołany do kadry Algierii na igrzyska olimpijskie w Tokio, jednak pozytywny wynik testu na obecność SARS-CoV-2 uniemożliwił mu udział w rywalizacji.
W 2022 został mistrzem igrzysk śródziemnomorskich na dystansie 800 metrów. W tym samym roku zdobył srebrny medal mistrzostw świata w Eugene.

## Osiągnięcia indywidualne
| Rok  | Impreza                    | Miejsce   | Konkurencja        | Pozycja    | Wynik   |
| ---- | -------------------------- | --------- | ------------------ | ---------- | ------- |
| 2022 | Halowe mistrzostwa świata  | Belgrad   | bieg na 800 metrów | eliminacje | 1:49,22 |
| 2022 | Igrzyska śródziemnomorskie | Oran      | bieg na 800 metrów | 1. miejsce | 1:44,52 |
| 2022 | Mistrzostwa świata         | Eugene    | bieg na 800 metrów | 2. miejsce | 1:44,14 |
| 2023 | Mistrzostwa świata         | Budapeszt | bieg na 800 metrów | –          | DQ      |

## Rekordy życiowe
- bieg na 600 metrów – 1:14,36 (2023) rekord Algierii
- bieg na 800 metrów (stadion) – 1:41,46 (2024) rekord Algierii, 3. wynik w historii światowej lekkoatletyki
- bieg na 800 metrów (hala) – 1:46,28 (2022)